# 陈裕光 (作曲家)
陈裕光(1935年—2005年4月10日)，作曲家。他的作品以改编赣南采茶戏作品为主，其中《十送红军》正是通过其整理的兴国山歌作品改编而成。陈裕光的著名作品有《茶童歌》、赣南采茶戏《山歌情》。

## 生平
陈裕光曾在四野的一四四师军乐队担任乐队指挥和乐理教员，1954年从部队转业回到赣州采茶剧团。原本是搞交响乐的他，对乡下的赣南采茶戏十分排斥，并曾多次要求转到赣州歌舞团但被领导拒绝。心情失落的他衣着突出，常常拉小提琴，这在当地被视为怪异行为。当时剧团有“反右”指标，四个名额只剩一个时，他自己自愿成为“右派”。
其后，陈裕光被下放到安远县的九龙山劳动改造。在生活中他时常接触到赣南采茶戏，并对此产生喜爱之情。他开始尝试写作采茶戏作品。但由于其右派的地位，其作品只能打上别人的名字发表。其中《试妻》、《钓拐》、《补皮鞋》等作品成为赣南采茶戏的经典作品。
1961年，空政歌舞团的几位音乐家来到赣南，在陈裕光的带领下游览。陈裕光也将他整理的作品交给这些音乐家，其中就有后来的《十送红军》的原版《送郎调》。1965年春，八一电影影制片厂有意将陈裕光作曲的赣南采茶戏《茶童歌》改编成电影。陈以前的战友，八一电影制片厂负责人的傅庚辰来到九龙山与其交流。
文化大革命初期，陈裕光与一名下放知青相恋，却被其父母告到法院称陈裕光强奸了自己的女儿。陈因此被判三年徒刑，两年半后查明为冤狱而被释放。剧团恢复了陈裕光的作曲家身份。上海电影制片厂将他作曲的《茶童歌》拍摄成电影《茶童戏主》，陈裕光的名声开始扩大。
陈裕光除掉了所有的罪名后，在46岁那一年与赣县一位24岁的离异少妇结婚，但二人婚后很快就陷入了纷争。三年后少妇扔下自己原配的孩子，取光了陈的全部积蓄离婚。陈之后又收养了一个女孩。10年后，陈裕光的前妻再次回来求陈裕光原谅她。二人复婚后，陈妻掌握家中经济大权，陈自己的生活陷入困境。
1992年，陈裕光作曲的赣南采茶戏《山歌情》进京参加全国戏剧表演，受到一致好评。陈裕光虽然已经成名，妻子却将其所得收入花光。2005年4月10日，陈裕光病倒，半年后去世。

## 作品
陈裕光整理的兴国山歌《送郎调》（又名《十送郎》）后被张士燮、朱正本改编为《十送红军》。赣南采茶戏《山歌情》、《茶童歌》的作曲也是出自其之手。